# Авдеева Нива
Авдеева Нива (укр. Овдієва Нива) — село, входит в Вышгородский район Киевской области Украины.
Население по переписи 2001 года составляло 54 человека. Почтовый индекс — 07300. Телефонный код — 4596. Занимает площадь 0,8 км². Код КОАТУУ — 3221880802.

## Местный совет
Село входит в состав Богдановского сельского совета.
Адрес сельского совета: 07310, Киевская обл., Вышгородский р-н, с. Богданы, ул. Киевская, 30.